# Бенделл, Мэрилин
Мэрилин Бенделл (англ. Marilyn Bendell; 1921—2003) — американская художница-импрессионистка, педагог.

## Биография
Родилась 19 сентября 1921 года в городе Grand Ledge, штат Мичиган.
В детстве обучалась музыке, желая стать пианисткой, но в возрасте семнадцати лет решила учиться живописи. Обучалась в Американской академии искусств в Чикаго и в частном порядке у Arnold E. Turtle (1892—1954). Став профессиональной художницей, стала членом Chicago Galleries Association и была избрана в 1965 году членом Royal Society of Arts.
В начале 1950-х годов Бенделл переехала в город Longboat Key, штат Флорида, где открыла художественную школу вместе со своим мужем George Burrows. Затем в 1983 году она переехала в Nambé Pueblo, штат Нью-Мексико (в 20 милях от Санта-Фе), где занималась живописью и преподавала. С 1993 года и до своей смерти занималась только живописью.
Умерла 18 мая 2003 года. Её сын и ученик David Hyams — тоже художник.